# Falkenberg (Wische)
Falkenberg is een plaats en voormalige gemeente in de Duitse deelstaat Saksen-Anhalt, en maakt deel uit van de Landkreis Stendal.
Falkenberg telt 253 inwoners.